# 발데마르 코부스

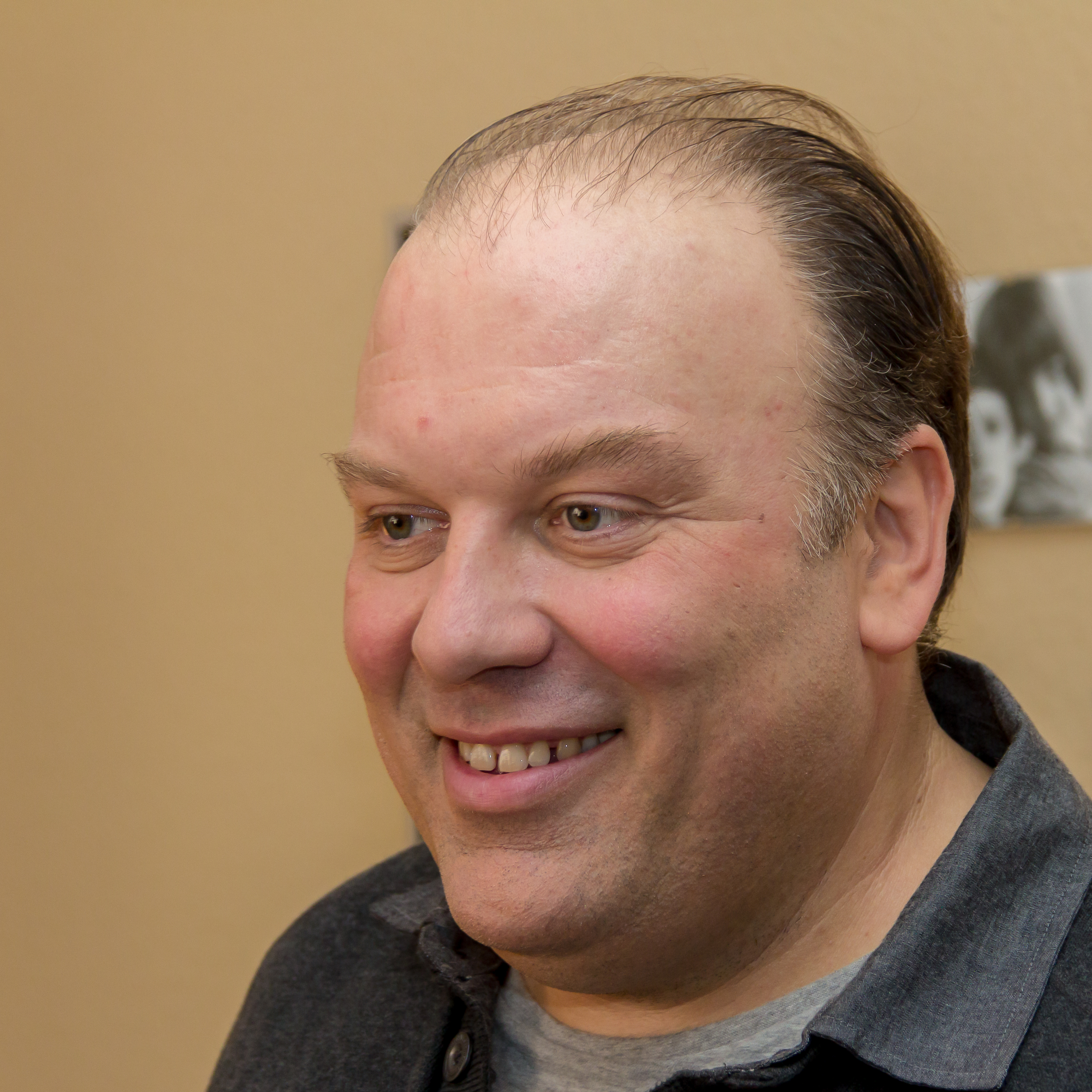

발데마르 코부스(Waldemar Kobus, 1966년 1월 1일 ~ )는 독일의 배우, 영화배우, 텔레비전 배우이다.
슈치트노에서 태어났다.

## 영화
- 웬디와 딕시 (2017년) - 클라우스 뢰트거스 역
- 더 캡틴 (2017년) - 한센 역
- 블랙 브라더스 (2013년)
- 얼라이브 앤 틱킹 (2011년)
- 바이킹 비키의 보물 탐험 (2011년)
- 빅키 더 바이킹 (2009년)
- 사랑하는 베를린 장벽 (2009년)
- 자장가 (2009년)
- 카이펙 머더 (2009년)
- 안나 성당의 기적 (2008년)
- 작전명 발키리 (2008년) - 베를린 경찰서장, 하인리히 폰 헬도르프 역
- 스피드 레이서 (2008년)
- 프라이쉬위머 (2007년)
- 리시와 난폭한 황제 (2007년)
- 달려라 루디 (2007년)
- 웨이터 (2006년)
- 블랙북 (2006년)
- 발키리 대작전 (2004년)
- 풀스 (2003년)